# Llapó negre
Stuckenia pectinata (sinònim: Potamogeton pectinatus), és una planta aquàtica de distribució cosmopolita (excepte a l'Antàrtida). Viu en aigües dolces o salobres.

## Descripció
Stuckenia pectinata és una planta aquàtica totalment submergida. Les flors es pol·linitzen pel vent i les llavors suren. Té rizomes. Totes les parts de la planta serveixen d'aliment als ocells.

## Galeria

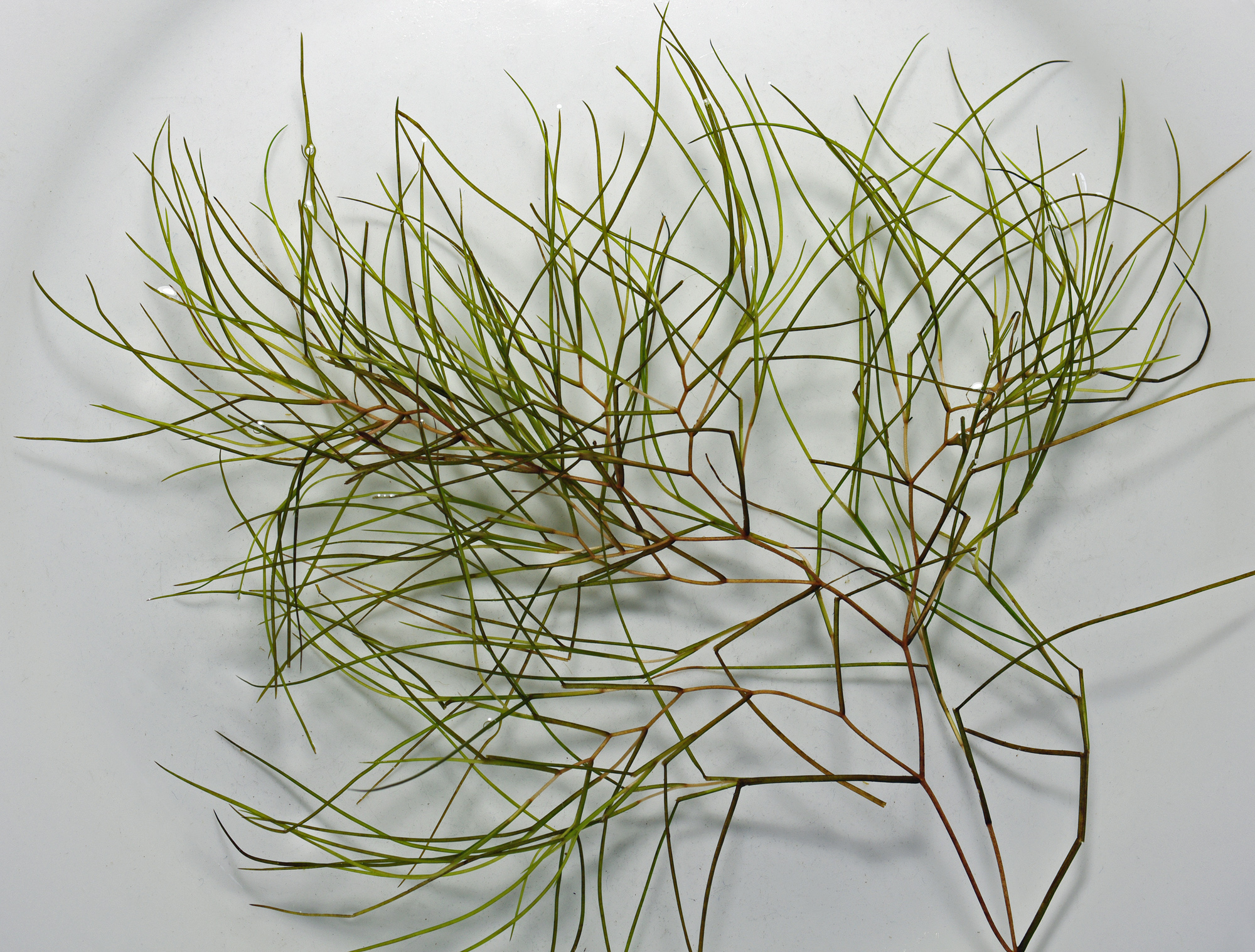
Fulles en ziga-zaga
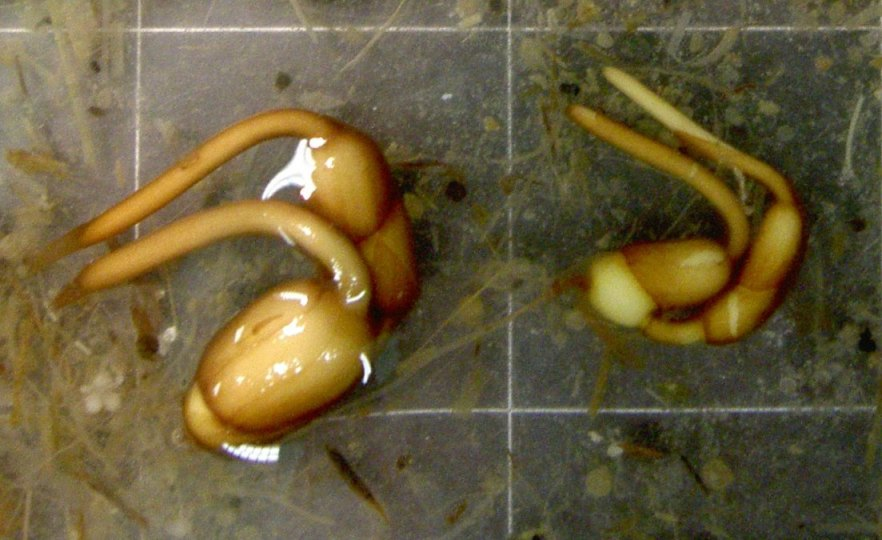
Tubercles
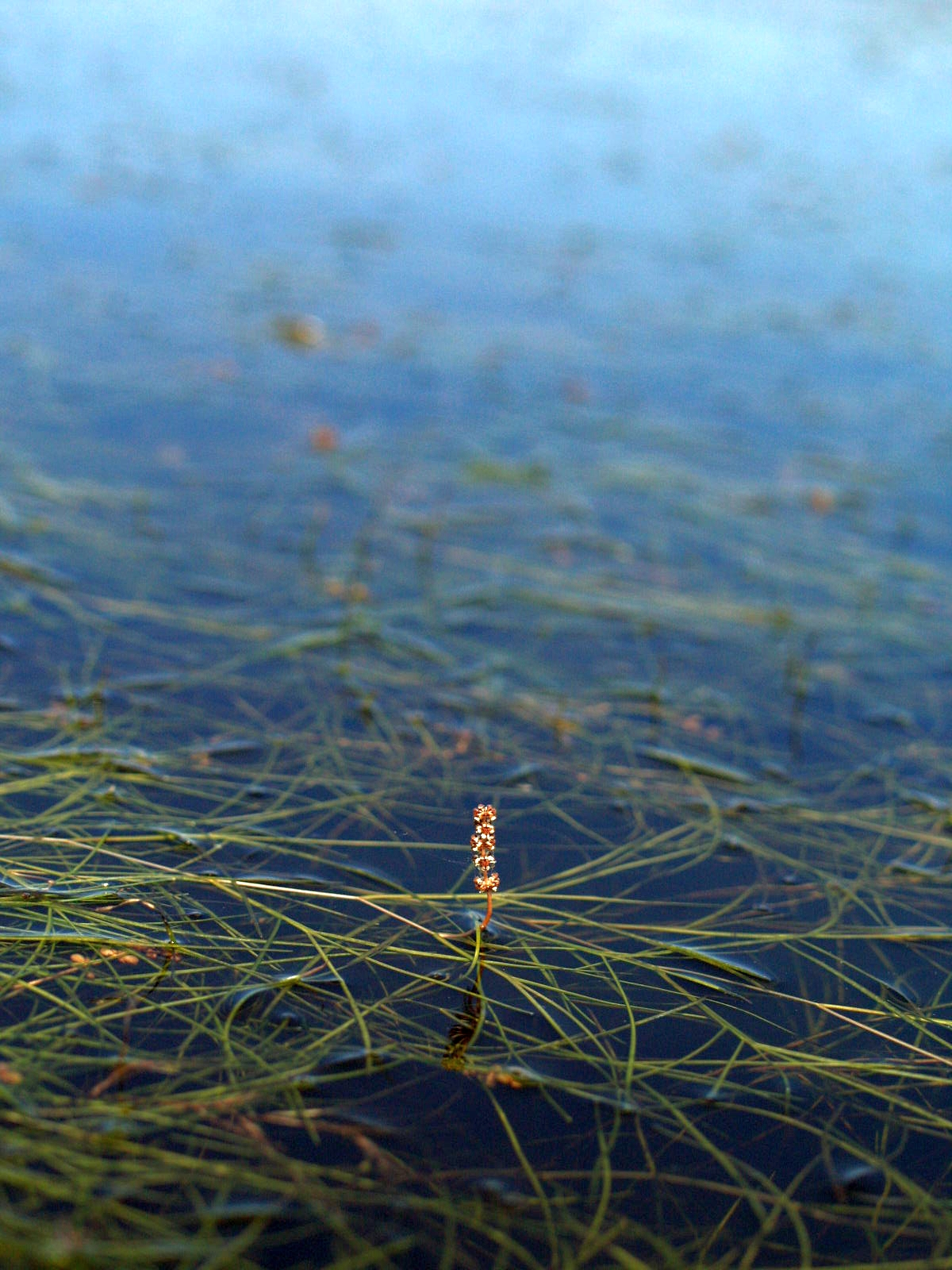
a Vladivostok

Es converteix en un problema en els canals per la seva proliferació pel fet de resitir l'eutrofització.